# Ипеј Ватанабе
Ипеј Ватанабе (јап. 渡辺 一平, романизовано Watanabe Ippei; Цукуми, 18. март 1997) јапански је пливач чија специјалност су трке прсним стилом на 100 и 200 метара. Некадашњи је светски рекордер у трци на 200 прсно у великим базенима (време од 2:06,67 минута). Вишеструки је национални првак и рекордер, учесник олимпијских игара и освајач медаља на светским првенствима.

## Спортска каријера
Први значајнији успех у каријери на међународним такмичењима постигао је на светском првенству за јуниоре, које је 2013. године, одржано у Дубаију, где је заузео високо четврто место у финалу трке на 200 метара прсним стилом. Пар месеци касније успешно је дебитовао и у сениорској конкуренцији, освојивши пето место у трци светског купа на 200 прсно у Токију.
Наредне две године фокусирао се на такмичења светског купа у малим базенима, а прво велико такмичење у великим базенима на ком је наступио су биле Олимпијске игре 2016. у бразилском Рију. у Рију је Ватанабе пливао обе појединачне трке прсним стилом. У квалификацијама трке на 100 прсно заузео је 18. место, док је у трци на 200 метара успео да се пласира у финале. У полуфиналној трци на 200 метара Ватанабе је поставио нови олимпијски рекорд у тој дисциплини са временом од 2:07,22 (у финалу је био на шестом месту).
Ватанабе је дебитовао на светском првенству у Будимпешти 2017. као актуелни светски рекордер у трци на 200 прсно, пошто је у јануару месецу исте године испливао нови светски рекорд у тој дисциплини, 2:06,67, поставши уједно и првим пливачем у историји који је ту деоницу испливао за мање од 2:07 минута. У главном граду Мађарске освојио је бронзану медаљу у трци на 200 прсно. Исти успех поновио је и две године касније, у корејском Квангџуу 2019. године.